# Hans J. Roggenbach
Hans-Joachim “Hanjo” Roggenbach (* 22. September 1940; † 3. September 2020) war ein deutscher Arzt, Bundesverbandsarzt des Verband Deutscher Sporttaucher (VDST), Tauchmediziner und Autor von Sachbüchern zum Sporttauchen.
Roggenbach war Internist und entwickelte für den VDST den Kurs Medizin-Praxis und brachte diesen in die Ausbildung als einen der wichtigsten Weiterbildungen ein. Die Tauchmedizinische Fortbildung (TMF) für Mediziner in Essen wurde von Hanjo Roggenbach 1987 begründet. Er war Ehrenmitglied im Tauchsportverband NRW und im VDST. Er beteiligte sich aktiv an der Entwicklung der ersten „Leitlinie Tauchunfall“, dem entscheidenden Handlungsleitfaden zur Erkennung und Behandlung von Tauchunfällen.

## Schriften (Auswahl)
- mit Thomas Kromp, Peter Bredebusch: Praxis des Tauchens. 1996. 17., aktualisierte Auflage: Delius Klasing, Bielefeld 2019, ISBN 978-3-667-11366-5.
- mit Thomas Kromp, Peter Bredebusch: Tauchausbildung zum CMAS*. 2002. 7., überarbeitete Auflage: Delius Klasing, Bielefeld 2017, ISBN 978-3-667-10997-2.